# Virginia Occidental
Virginia Occidental (en inglés, West Virginia) es uno de los cincuenta estados que, junto con Washington D. C., forman los Estados Unidos de América. Su capital y ciudad más poblada es Charleston. Está ubicado en la región Sur del país, división Atlántico Sur, limitando al norte con Pensilvania, al noreste con el río Potomac que lo separa de Maryland, al sur con Virginia, al suroeste con los ríos Big Sandy y Tug Fork que lo separan de Kentucky, y al noroeste con el río Ohio que lo separa de Ohio. Con 62 755 km² es el décimo estado menos extenso, por delante de Maryland, Hawái, Massachusetts, Vermont, Nuevo Hampshire, Nueva Jersey, Connecticut, Delaware y Rhode Island, el menos extenso. Fue admitido en la Unión el 20 de junio de 1863, como el estado número 35.
Se separó de Virginia durante la guerra de Secesión en 1863, y fue admitida en la Unión como estado separado el 20 de junio de ese mismo año. Es el único estado formado como resultado directo de esta guerra, y el único formado de la secesión. Es conocida por sus montañas, minería del carbón e industria forestal. También por sus paisajes naturales y como destino turístico.

## Historia
La región está poblada desde la prehistoria. En Moundsville, South Charleston y Romney hay muchos rastros de la cultura de los montículos. Son evidencia de sociedades antiguas formadas por los pueblos que tenían un sistema cultural tribal basado en el comercio.
Hacia 1670, los iroqueses echaron de la región a las otras tribus y se la reservaron como un coto de caza, durante la guerra de los castores. El área también fue habitada por otras tribus de habla siux.
Fue un territorio en disputa, incluso por estadounidenses de origen europeo. Pensilvania y Virginia la reclamaron antes de la guerra de Independencia. Algunas empresas que especulaban con la tierra, como Vandalia, y más tarde la Ohio & Indiana Company, trataron sin éxito de legitimar sus reclamos y de instalarse en Virginia Occidental y Kentucky.
Con el acuerdo final sobre la disputa fronteriza entre Pensilvania y Virginia, que condujo a la creación de Kentucky, los habitantes de este último "se mostraron satisfechos [...], y los habitantes de la mayor parte de Virginia Occidental estaban agradecidos."
Perteneció a la Colonia de Virginia británica entre 1607 y 1776, y entre ese año y 1863 constituyó la parte occidental de Virginia (conocida como Virginia Trans-Allegheny antes de la formación de Virginia Occidental). El fuerte descontento con la representación electoral y la subrepresentación en el Parlamento estatal provocó que los residentes se dividieran sobre la separación de la Unión durante la Guerra de Secesión.
Los condados del oeste y norte establecieron un gobierno separado dirigido por Francis Pierpont en 1861, que llamaron el "gobierno restaurado." La mayoría votó a favor de la secesión de Virginia y el nuevo estado fue admitido en la Unión en 1863. Un año después, en una convención constitucional escribió la Constitución del estado. Aunque el Parlamento la ratificó, no fue sometida al voto popular. En este periodo, abolió la esclavitud y privó temporalmente a quienes habían trabajado en cargos confederados o habían luchado por La Confederación.

### La exploración y colonización de los europeos

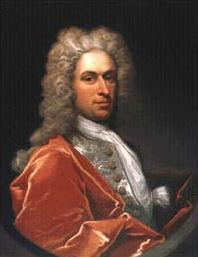
Thomas Lee, el primer director de la Ohio Company de Virginia.

En 1671, el general Abraham Wood, bajo las órdenes del gobernador real de la colonia de Virginia, William Berkeley, envió a Fort Henry un grupo de hombres liderado por Thomas Batts y Robert Fallam, que descubrieron Kanawha Falls. Algunas fuentes dicen que la expedición Ultramontana 1716 gobernador Alexander Spotswood ya había penetrado en el condado de Pendleton, a pesar de que las historias originales de excursión a los historiadores modernos sugieren que ninguno de los pilotos había aventurado hacia el oeste de la Cordillera Azul, Harrisonburg.
John Van Meter, un comerciante indio, fue a la parte norte en 1725. Ese mismo año, los colonos alemanes de Pensilvania fundaron Nueva Mecklemburgo, la presente Shepherdstown, en el río Potomac, y fueron seguidos por muchos.
En 1661, Carlos II le dio a esa compañía la franja comprendida entre el Potomac y Rappahannock,conocida como Northern Neck. La tierra finalmente llegó a ser propiedad de Thomas Fairfax, y en 1746 fue erigido un obelisco en el manantial del brazo norte del Potomac, para marcar el límite occidental del territorio.
Entre 1748 y 1751, George Washington revisó una buena parte de la región. El diario de esa época indica que había muchos ocupantes, principalmente de origen alemán, se comportaron abusivamente. Christopher Gist fue explorador de la Ohio Company, una empresa compuesta casi en su totalidad de los virginianos, que entre 1751 y 1752 exploró las tierras a lo largo del río Ohio al norte de la desembocadura del Kanawha.
La Ohio Company buscaba fundar una nueva colonia llamada Vandalia. Muchos colonos cruzaron las montañas a partir de 1750, obstaculizada por la resistencia de los indígenas. Algunos nativos vivieron permanentemente dentro de los límites actuales del estado, pero la región se consideró un coto de caza, atravesado por muchas rutas. Durante la guerra franco-india, los asentamientos británicos, dispersos en el territorio, fueron destruidos casi por completo.
En 1774, el gobernador de la Corona de Virginia, John Murray, guio una expedición más allá de las montañas. A su vez, un cuerpo de milicias al mando del coronel Andrew Lewis les asestó a los Shawnee, dirigidos por Cornstalk, un golpe devastador en la batalla de Point Pleasant en la confluencia del Kanawha y el Ohio. En el tratado de Camp Charlotte que puso fin a la guerra de Dunmore, Cornstalk reconoció la nueva frontera con Ohio, con los Long Knives de Virginia.
En 1776, sin embargo, los shawnee emprendieron una nueva guerra, y en esta se les unieron los chickamauga. Los ataques de los nativos americanos continuaron hasta la Guerra de la Independencia. Los colonos de esta zona fueron generalmente whig activos y muchos se inscribieron Ejército Continental. La Rebelión de Claypool, de 1780 a 1781, en el que un grupo de hombres se negó a pagar los impuestos coloniales, mostró el cansancio con la guerra.

### La Virginia Transallegheny

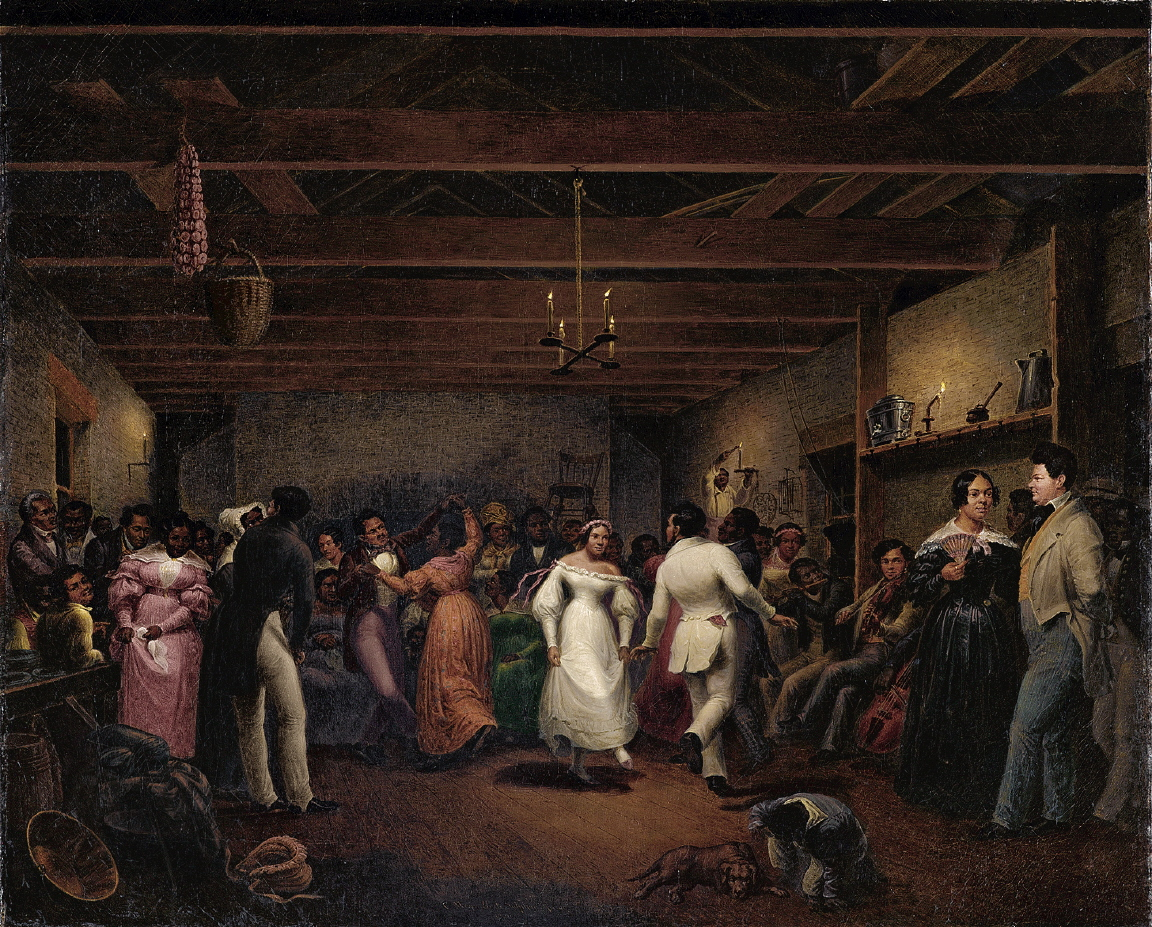
Festejos en un matrimonio entre esclavos en Virginia, 1831.

Las condiciones sociales en el oeste de Virginia eran muy diferentes de las de la parte oriental. La población no era homogénea, pues gran parte de la inmigración vino de Pensilvania e incluyó alemanes, protestantes escoceses-irlandeses, y colonos de los estados más al norte. En los condados del este y el sur se instalaron sobre todo personas provenientes de Virginia oriental.
Durante la guerra de independencia, revivió el movimiento para crear un estado más allá de los Allegheny y se presentó al Congreso una petición para el nacimiento de "Westsylvania", con el argumento de que al este las montañas eran una barrera casi impenetrable. La naturaleza salvaje también hizo innecesaria y poco rentable la esclavitud.
En 1829 se creó una comisión para redactar una nueva constitución. Esta, en contra de las pretensiones de los condados ultramontanos, dispuso que era necesario ser propietario de tierras para poder votar y les dio a los condados esclavistas una ventaja correspondiente a las tres quintas partes de su población esclava en la asignación de las curules del estado en la Cámara de Representantes. Como resultado, todos los condados más allá de los Allegheny (excepto uno) votó en contra de la Constitución, que fue aprobada, sin embargo, para el apoyo de los condados orientales.
La Convención Constitucional de Virginia de 1850 y 1851, conocida como la Convención de la reforma, extendió el derecho a voto a todos los hombres blancos mayores de 21 años y dispuso que el gobernador, el vicegobernador, los jueces, los alguaciles y todos los cargos del condado debían decidirse por elección popular. A su vez, la composición de la Asamblea General cambió: la representación en la Cámara de Delegados fue asignado sobre la base de la piel blanca y el censo de 1850, mientras que el Senado se dividió arbitrariamente, entre Occidente, que recibió 20 senadores y Oriente 30.
Los occidentales aceptaron esa cláusula porque les prometieron que los escaños serían nuevamente repartidos con base en el censo de 1865, o de un referéndum. De cualquier modo, esto le dio una ventaja fiscal al oriente, pues se conbraba un impuesto a la propiedad basado en el valor real y presente de los bienes, con excepción de los esclavos. Los esclavos menores de 12 años no fueron gravados, mientras que por los mayores de 12 años se debían pagar 300 dólares, es decir una fracción de su valor real. Sin embargo, los bienes, animales y tierras de los pequeños agricultores sí debían pagar su valor total. Pese a eso y a la falta de mejoras en el occidente, la nueva Constituciòn recibió 75.748 a favor y 11.063 en contra, sobre todo del oriente, insatisfecho con las ventajas para el occidente.
Por lo anterior, muchos en el Occidente siguieron buscando formar un estado aparte, entre ellos el abogado Francis Harrison Pierpont. Además de las diferencias sobre la esclavitud, en esa región se percibía al gobierno central poco interesado en reparar las carreteras y ferrocarriles.

### Separación de Virginia

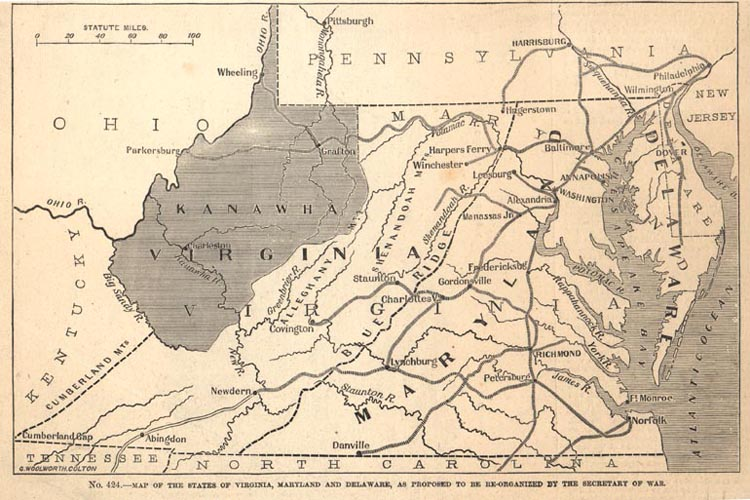
El 24 de octubre de 1861 los electores de 41 condados votaron por formar un nuevo estado y la participación se mantuvo en un 34%. El nombre fue cambiado posteriormente de Kanawha a Virginia Occidental.

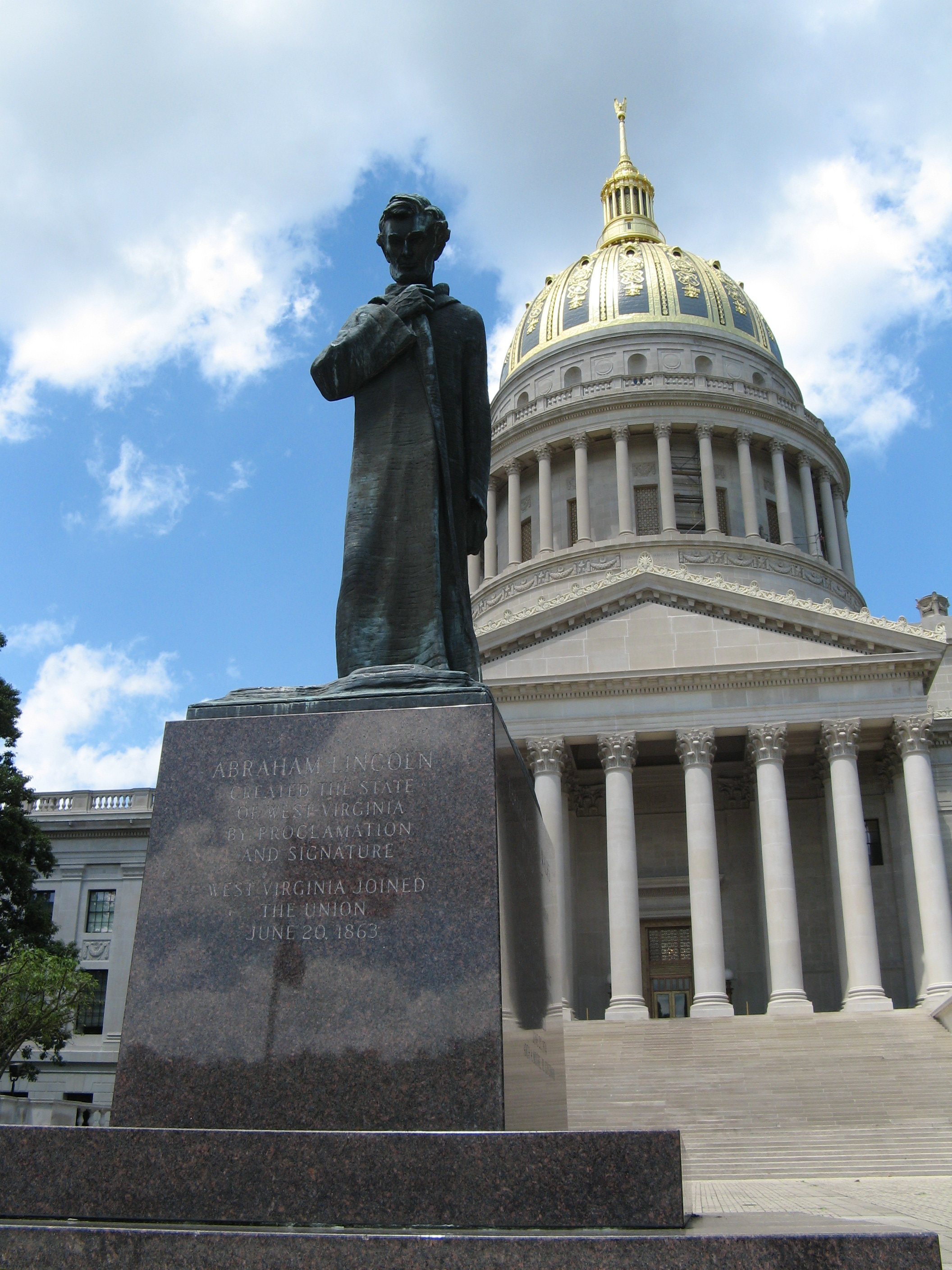
La estatua "Abraham Lincoln Walks at Midnight" a los pies del Capitolio.

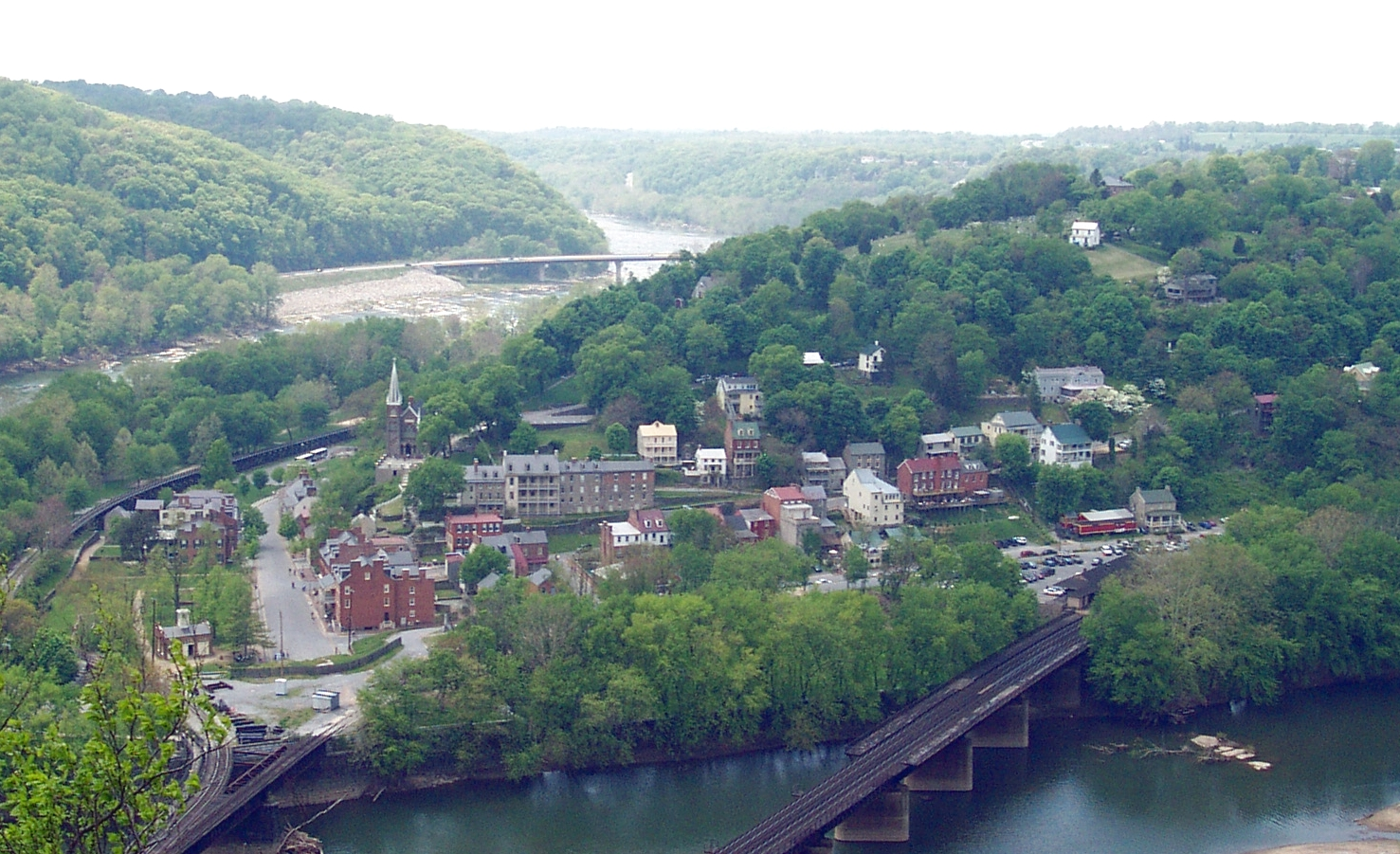
Harper's Ferry cambió de estado varias veces durante la Guerra de Secesión.

Virginia Occidental fue el único territorio que se separó de un estado confederado, Virginia, durante la Guerra de Secesión, formando un estado separado. En la convención de Richmond, convocada con el único fin de decidir acerca de la separación de Virginia de los Estados Unidos el 17 de abril de 1861, de los 49 delegados de la parte occidental de Virginia, 17 lo hicieron a favor de la secesión, 30 en contra y 2 se abstuvieron.
Casi inmediatamente después, una reunión masiva en Clarksburg recomendó a cada condado del noroeste (la actual Virginia Occidental) enviar delegados a una convención en Wheeling, para iniciar su labor el 13 de mayo de 1861. Cuando ésta se reunió, había 425 delegados de 25 condados.
Algunos delegados se mostraron a favor del nuevo estado. Otros argumentaron que, como la secesión no había sido aprobada por un referéndum, era un acto en contra Estados Unidos. Se decidió que si Virginia aprobaba la secesión, se constituiría otra convención en Wheeling en junio de 1861, incluyendo a los miembros elegidos de la legislatura estatal. En la votación del 23 de mayo en toda Virginia, la secesión fue ratificada por una amplia mayoría del estado en su conjunto. Pero en los condados occidentales, hubo 34.677 votos en contra la secesión y 19.121 a favor.
La Segunda Convención Wheeling se reunió según lo acordado el 11 de junio y declaró que, dado que la Convención de Secesión había sido convocada sin el consentimiento popular, todos sus actos eran nulos y todos los que se habían adherido a ella habían cesado en sus cargos públicos. El 19 de junio se aprobó una ley para la reorganización del gobierno. Al día siguiente, los delegados de la Convención eligieron a Francis Harrison Pierpont como gobernador de Virginia, y a otros funcionarios de un gobierno estatal rival y a dos senadores estadounidenses (Willey y Carlile) para reemplazar a los secesionistas, antes de levantar la sesión. El gobierno federal reconoció rápidamente al nuevo gobierno y el Congreso aceptó a los dos nuevos senadores. Así existieron dos gobiernos estatales en Virginia: uno que leal a los Estados Unidos y otro a la Confederación.
La Convención de Wheeling y sus delegados nunca fueron realmente elegidos por el pueblo para actuar en nombre de Virginia Occidental. De los 103 miembros de esta Convención, 33 habían sido elegidos para la Asamblea General de Virginia, en las elecciones normales del 23 de mayo. Este número también incluye algunos senadores estatales elegidos en 1859, que abandonaron sus cargos para reunirse en Wheeling. Otros miembros "fueron elegidos incluso de manera más irregular: algunos en reuniones masivas, otros por el comité del condado, y otros aparentemente fueron auto-nominados." Esta asamblea irregular nombró unionistas para el resto de cargos estatales.
La Convención de Wheeling volvió a reunirse el 20 de agosto y pidió el voto popular para la formación de un nuevo estado y para una convención que redactara una constitución, en el caso de una votación favorable a la creación del nuevo estado. En las elecciones del 24 de octubre de 1861, 18.408 personas votaron a favor del nuevo Estado y solo 781 en contra. Los resultados de estas elecciones han sido cuestionados varias veces, ya que el ejército de la Unión ocupaba la zona y sus tropas estaban presentes en muchos centros de votación, disuadiendo a los simpatizantes de la Confederación de votar. La mayoría de los votos a favor de la estatalidad (o separación del territorio del resto de Virginia) provinieron de 16 condados de su zona norte. Si para la votación de Secesión (El 23 de mayo) habían participado unos 50.000 electores, para la votación sobre la independencia del estado solo participaron poco más de 19.000.
En el condado de Ohio, sede de la Convención, solo el 25% de los electores registrados acudió a las urnas. En la Convención Constitucional en noviembre de 1861, el señor Lamb del condado de Ohio y el señor Carskadon afirmaron que en el condado de Hampshire, de un total de 195 votos, solo 39 fueron emitidos por los ciudadanos, mientras que el resto fueron votos ilegales de soldados de la Unión. En la mayor parte del territorio que se convertiría en Virginia Occidental, incluso no hubo elecciones, dado que las dos terceras partes del territorio de Virginia Occidental habían votado a favor de la secesión, y los cargos de elección de esos condados todavía eran leales a Richmond. Los votos emitidos en los condados que habían votado a favor de la secesión fueron emitidos por refugiados unionistas en otros condados.
A pesar de esta controversia, los delegados se reunieron para redactar una constitución para el nuevo estado. La Convención comenzó el 26 de noviembre de 1861 y completó la obra el 18 de febrero 1862. La constitución fue ratificada 11 de abril de 1862, con 18.162 votos a favor y 514 en contra.
El 13 de mayo la legislatura estatal del gobierno reorganizado de Virginia (actuando en nombre de toda Virginia, como gobierno leal a la Unión y con su reconocimiento) aprobó la formación del nuevo estado. Se presentó al Congreso una solicitud de admisión a la Unión, por el senador Waitman Willey del Gobierno Restaurado de Virginia. El 31 de diciembre de 1862 el presidente Abraham Lincoln firmó la Ley que admitió a Virginia Occidental como estado, a condición que se insertara en su constitución una disposición para la abolición gradual de la esclavitud. Aunque muchos pensaron que la entrada de Virginia Occidental era ilegal e inconstitucional, Lincoln sostuvo su opinión sobre la legalidad de la admisión de Virginia Occidental, diciendo que "el cuerpo que consiente la entrada de Virginia Occidental es la Legislatura de Virginia" y que el por lo tanto, su ingreso fue a la vez conveniente constitucional.
Se reunió la Convención de nuevo el 12 de febrero de 1863 y aprobó los cambios requeridos por el gobierno federal. Se adoptó la constitución revisada 26 de marzo de 1863 y 20 de abril de 1863 el presidente Lincoln emitió el anuncio oficial de que el estado era admitido en la Unión, a partir del 20 de junio de 1863. Mientras tanto, se eligieron los oficiales gubernamentales del estado, mientras gobernador Pierpont trasladó la capital de Virginia a la ciudad de Alexandria, ocupada por los unionistas, y ejerció su jurisdicción sobre todos los restantes condados en Virginia.
La cuestión de la constitucionalidad de la formación del nuevo estado luego fue llevado ante la Corte Suprema. Los condados de Berkeley y Jefferson, situados en el río Potomac al este de las montañas, votaron en 1863 a favor de la anexión a Virginia Occidental, con el consentimiento del gobierno de Virginia reorganizado. Muchos votantes de estos condados, fuertemente a favorables al Sur se encontraban sirviendo en el ejército de la Confederación al momento de la votación, y por lo tanto a su regreso, se negaron a reconocer la transferencia. 
La Asamblea General de Virginia derogó este acto de secesión y en 1866 demandó a Virginia Occidental, pidiendo a la Corte Suprema declarar a esos condados como parte de Virginia, lo que habría hecho inconstitucional la admisión de Virginia Occidental como estado. Mientras tanto, el 10 de marzo de 1866, el Congreso aprobó una resolución conjunta reconociendo la transferencia. La Corte Suprema falló a favor de Virginia Occidental en 1870.
Durante la guerra civil, las fuerzas de la Unión General George B. McClellan tomaron el control de la parte principal del territorio en el verano de 1861, que culminó en la Batalla de Rich Mountain, y el control Unionista nunca volvió a estar seriamente amenazado, a pesar de un intento por Robert Edward Lee en el mismo año. En 1863, el general John D. Imboden, con 5.000 confederados, recuperó una parte considerable del estado. Bandas de guerrilleros estallaron y saquearon algunas zonas, y no fueron completamente reprimidas hasta que terminó la guerra. Los condados de la sección oriental fueron más afectados por la guerra, con el control militar cambiando varias veces a lo largo de los años.
El área que se convirtió en Virginia Occidental proporcionó un contingente casi igual tanto el ejército de la Unión como al de la Confederación, aproximadamente 22,000-25,000 soldados a cada uno. Debido a ello, en 1865 el gobierno de Wheeling quitó el derecho de voto a los soldados del nuevo estado, que habían servido en el ejército confederado, para mantenerse en el poder. James Ferguson, quien propuso la ley, dijo que sin ella hubiera perdido las elecciones por 500 votos. Las propiedades de los confederados también podría ser confiscadas, por una enmienda a la Constitución estatal para expropiar a quienes habían servido a la Confederación. Las enmiendas XIV y XV de la Constitución de Estados Unidos provocaron reacciones en el estado. El partido demócrata volvió al poder en 1870 y en 1871 fue derogada la enmienda de 1866, aunque los primeros pasos para este cambio se habían dado por el partido republicano en 1870. El 22 de agosto de 1872 se aprobó una Constitución totalmente nueva.
A partir de la época de la reconstrucción y por varias décadas, ambos estados discutieron repetidamente sobre la división de la deuda del estado de Virginia antes de la guerra, y de los fondos que se utilizaron para financiar la infraestructura pública como canales, carreteras y vías férreas por la Agencia de Obras Públicas de Virginia. Los habitantes de Virginia, encabezados por el ex general confederado William Mahone, formaron una coalición política que se basaba precisamente en esto, y fue llamado Partido del Reajuste. A pesar de que la primera constitución de Virginia Occidental había sentado las bases para asumir parte de la deuda de Virginia, las negociaciones que se abrieron en 1870 no tuvieron éxito. En 1871 Virginia decidió asumir dos tercios de la deuda y el resto asignarlo arbitrariamente a Virginia Occidental. El problema se resolvió finalmente en 1915, cuando la Corte Suprema de Estados Unidos dictaminó que Virginia Occidental debía a Virginia 12,393,929.50 de dólares. La última cuota de esta suma se pagó en 1939.

## Geografía física
Es el único estado localizado completamente dentro de los Apalaches, y en el que todas sus áreas son montañosas; por esta razón es apodado The Mountain State (El estado montañoso). Aproximadamente el 75 % del estado está dentro de las regiones meseta Cumberland y meseta de Allegheny. Aunque el relieve no sea muy alto, estas regiones son extremadamente accidentadas en la mayor parte de las áreas.

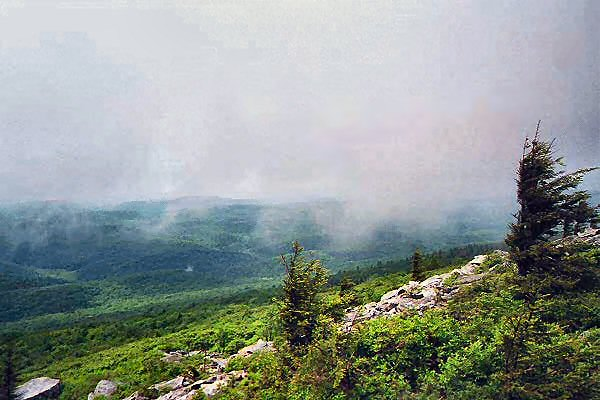
La cima de la montaña Spruce Knob suele estar cubierta de nubes

En la línea estatal del este con Virginia, los altos picos en la región Bosque Nacional Monongahela crean una isla de clima más frío y ecosistemas similares a los del norte de Nueva Inglaterra y el este de Canadá. Su punto más alto es Spruce Knob, con 1.482 msnm y está cubierto por un denso bosque boreal de abetos en altitudes por encima de 1.220 m. Este está en el Bosque Nacional Monongahela y es una parte de la Spruce Knob-Seneca Rocks National Recreation Area. También pueden encontrarse dentro del bosque un total de seis áreas de páramo. Saliendo del bosque, al sur, el New River Gorge es un profundo cañón de 304 m esculpido por el New River. Otras áreas bajo protección y control incluyen:
| - Appalachian National Scenic Trail - Bluestone National Scenic River - Canaan Valley National Wildlife Refuge - Chesapeake and Ohio Canal National Historical Park | - Gauley River National Recreation Area - George Washington National Forest - Harpers Ferry National Historical Park - Ohio River Islands National Wildlife Refuge |

La vegetación nativa era originalmente el bosque de madera dura con una mezcla de roble, castaño, arce, haya y pino blanco, con sauce y sicómoro americano a lo largo de los cursos de agua. Muchas de las áreas son ricas en biodiversidad y belleza paisajística, un hecho que es apreciado por la población, que se refieren a su hogar como Almost Heaven (Casi el Cielo).
Los estratos de roca subyacentes son piedras areniscas, pizarras, camas de carbón bituminoso, y piedras calizas depositadas cerca del entorno de los bordes de sedimentos procedentes de las montañas al este, y en un mar interior poco profundo en el oeste. Algunos lechos presentan un ambiente de pantano costero, algún delta de río, algo de agua superficial. El nivel del mar se elevó y cayó muchas veces durante las eras Misisípico y Pensilvánico (Épocas del Período Carbonífero), creando una variedad de estratos de roca. Las Montañas Apalaches son unas de las más antiguas de la tierra, con 300 millones de años.

### Mapas de los principales ríos del estado

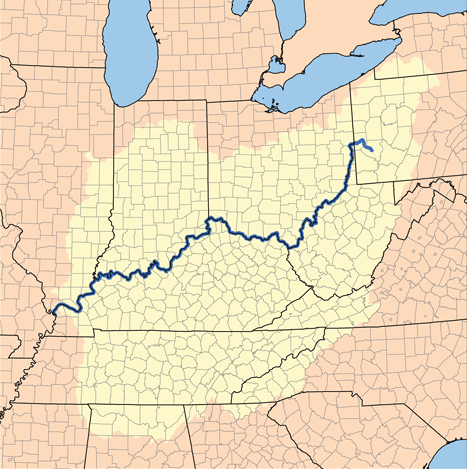
El río Ohio forma toda su frontera noroeste, con Ohio
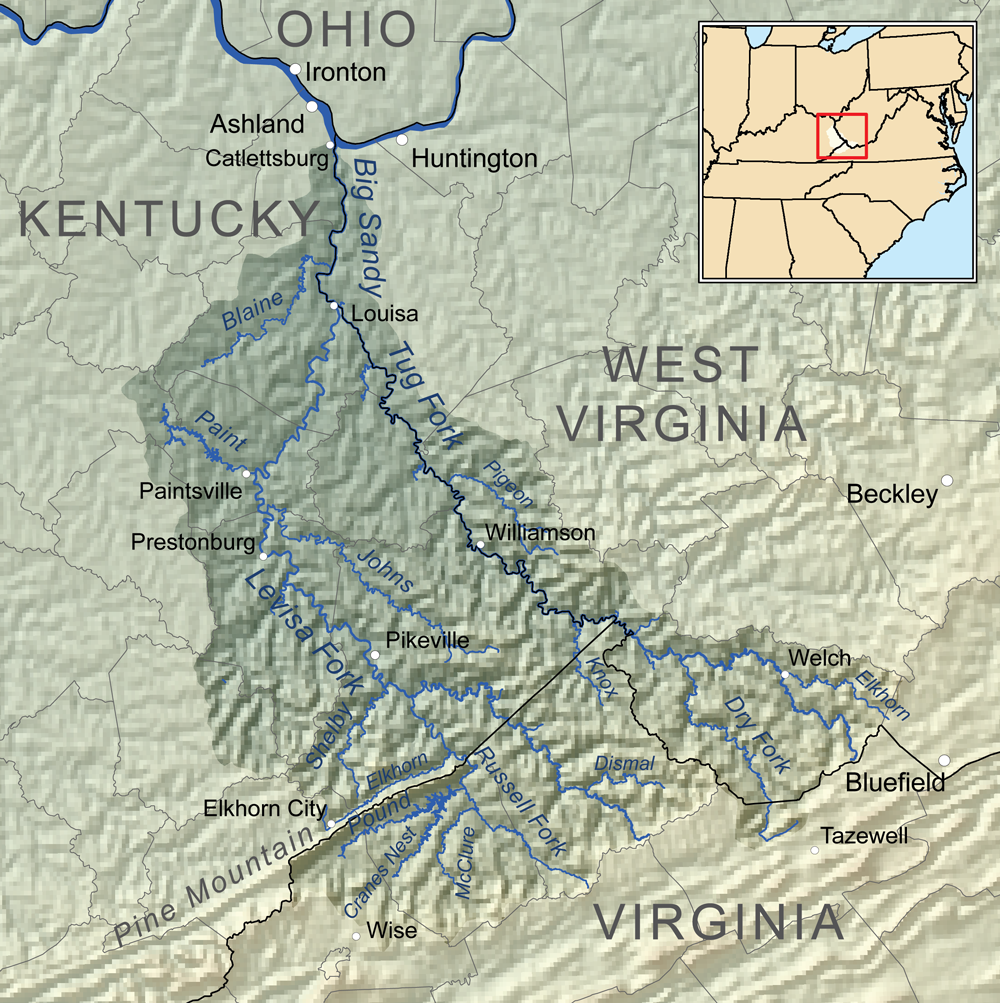
El río Big Sandy y una de sus fuentes —el Tug Fork— marcan la frontera suroeste de Virginia Occidental con Kentucky
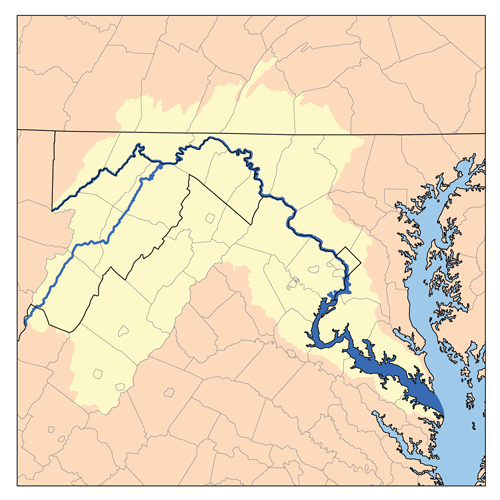
El río Potomac marca su límite noreste, con Maryland

### Clima

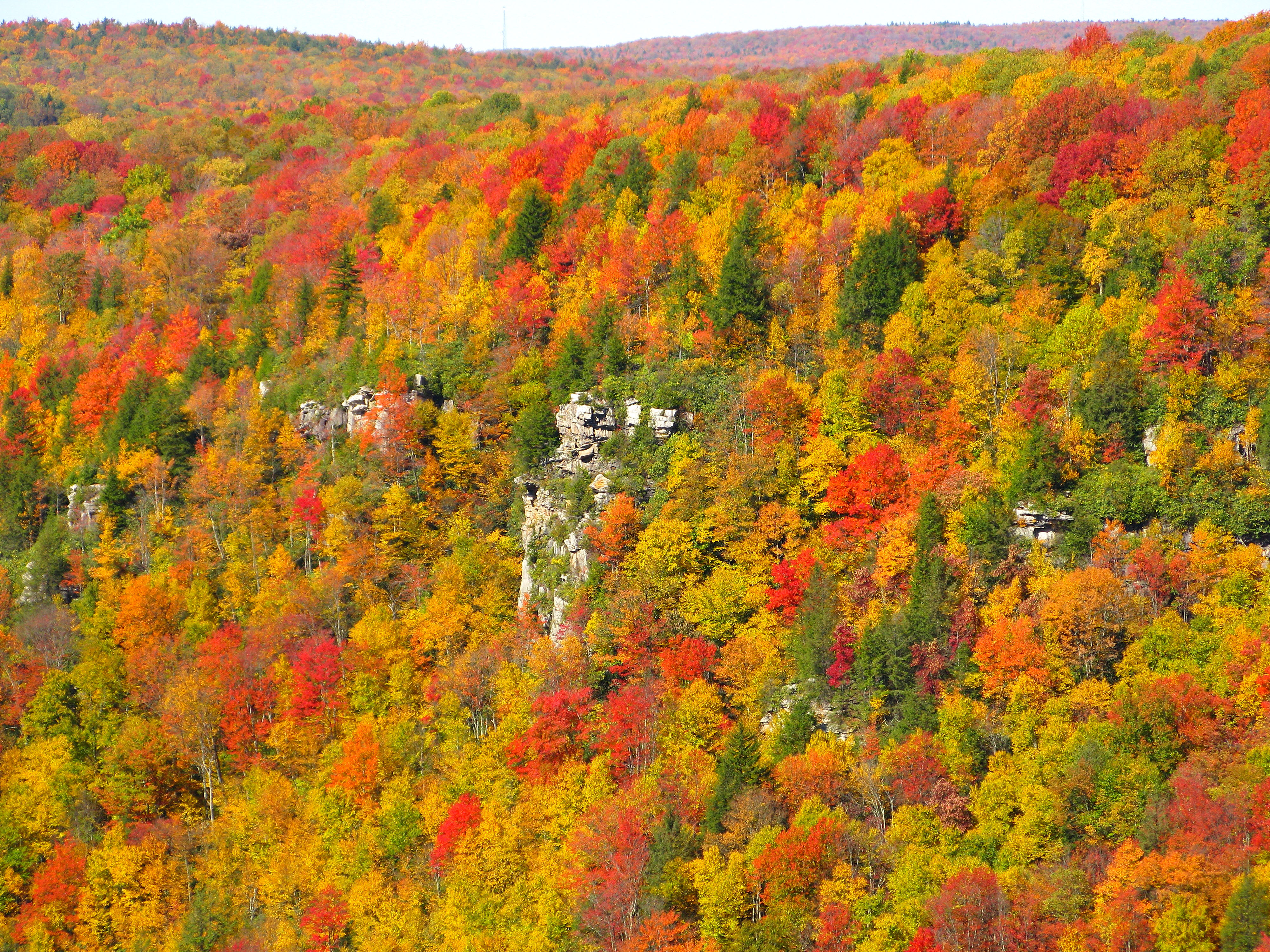
El cañón Blackwater en otoño

El clima está entre un clima templado húmedo (Clasificación climática de Köppen Cfa) en las elevaciones más bajas de la parte sudoeste (incluido Huntington) y partes del Eastern Panhandle al este de los Apalaches con cálidos y húmedos veranos e inviernos suaves. El resto tiene un clima continental húmedo (Clasificación climática de Köppen Dfa, excepto Dfb en las zonas más altas) con calurosos y húmedos veranos e inviernos fríos, que aumentan en severidad cuando aumenta la elevación. Sin embargo, el clima es cambiante en todas las partes del estado. Las zonas más rigurosas se extienden desde la zona 5b en los Apalaches centrales a la zona 7a en las partes más calurosas de las estribaciones más bajas. En el Eastern Panhandle y el valle del río Ohio las temperaturas son lo bastante calientes para ver y cultivar plantas subtropicales como la magnolia grandiflora, albizia julibrissin, liquidámbar americano y ocasionalmente algunas palmas de aguja y sabales menores. Estas plantas no prosperan en otras partes del estado.
Las temperaturas medias en enero se mueven entre los -2 °C cerca del río Cheat y los 5 °C a lo largo de secciones de la frontera con Kentucky. La media de julio va de los 19 °C a lo largo de la rama norte del río Potomac a 24 °C en la parte occidental. El clima es más frío en las montañas que en las secciones menos elevadas.
La precipitación anual se extiende de menos de 810 mm en la sección inferior del Este, a más de 1.400 mm en las partes más altas de Allegheny Front. Prácticamente más de la mitad de las precipitaciones de lluvia ocurren de abril a septiembre. Las nieblas densas son comunes en muchos valles de la sección Kanawha, sobre todo el Valle Tygart. La nieve por lo general dura solo unos días en las partes menos elevadas, pero puede persistir durante semanas en las áreas de montaña más altas. Un promedio de 86 cm de nieve cae anualmente en Charleston, aunque durante el invierno de 1995-1996 más de tres veces esa cantidad cayó en varias ciudades, estableciendo nuevos máximos en los registros de nevadas.

## Demografía

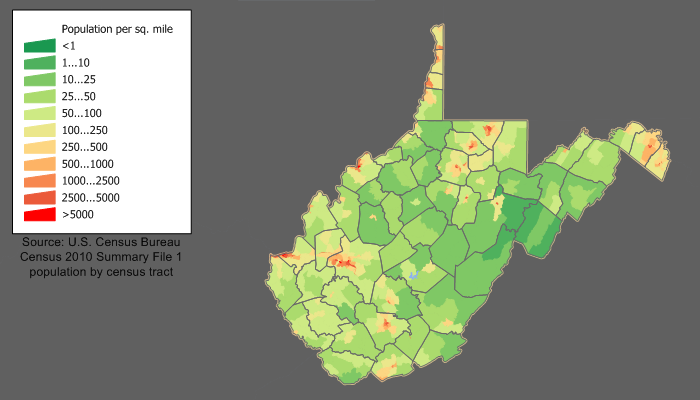
Densidad de población en Virginia Occidental.

Pirámide de edad de Virginia Occidental.

De acuerdo con el censo nacional del 2000 de la Oficina del Censo de los Estados Unidos, la población en 2000 era de 1.808.344 habitantes, un crecimiento del 0,8% en relación con la población en 1990 que era de 1.793.477 habitantes. Una estimativa realizada en 2005 calcula la población en 1.816.856 habitantes, un crecimiento del 1,3% en relación con la población en 1990, del 0,5%, en relación con la población en 2000, y del 0,2% en relación con la población estimada en 2004.
El descenso de la población natural entre 2000 y 2005 fue de 3.296 habitantes - 108.292 nacimientos 111.588 fallecimientos - el crecimiento de la población causado por la inmigración fue de 14.209 habitantes, mientras que la migración interestatal se incrementó en 3.691 habitantes. Entre 2000 y 2005, la población de creció en 8.506 habitantes.
El 5,6% de la población de tiene menos de 5 años de edad, el 22,3% posee menos de 18 años de edad y el 15,3% de la población posee 65 años o más de edad. La población de sexo femenino componen aproximadamente el 51,4% de la población.

### Razas y etnias
Composición racial de la población de Virginia Occidental:
| Raza y etnia                              | Alone | Alone | Total | Total |
| ----------------------------------------- | ----- | ----- | ----- | ----- |
| Blancos no hispanos o latinos             | 89.1% | 89.1  | 93.0% | 93    |
| Negros                                    | 3.6%  | 3.6   | 4.9%  | 4.9   |
| Hispano o latino                          | —     |       | 1.9%  | 1.9   |
| Asiáticos                                 | 0.8%  | 0.8   | 1.2%  | 1.2   |
| Nativos                                   | 0.2%  | 0.2   | 2.0%  | 2     |
| Estadounidenses de las islas del Pacífico | 0.02% | 0.02  | 0.1%  | 0.1   |
| Otro                                      | 0.3%  | 0.3   | 1.0%  | 1     |

Los cinco mayores grupos por su ascendencia son: estadounidenses que forman el 23,2% de la población (principalmente descendientes de irlandeses o escoceses), alemanes (17,2%), irlandeses (13,5%), ingleses (12%) e italianos (4,8%). Es el estado con menor porcentaje de gente asiática de todo Estados Unidos junto al de Montana (ambos 0.6% de la población). 

### Educación
Al convertirse en un estado, en 1863, estableció un sistema de escuelas públicas. En 1933, los 398 distritos escolares del estado fueron reorganizados en 55 distritos, cada una operando dentro de cada condado.
Actualmente todas las instituciones educacionales necesitan seguir reglas y normas dictadas por el Consejo de Educación, compuesto por nueve miembros escogidos por el gobernador para mandatos de hasta nueve años de duración. Este consejo es administrado por un superintendente, elegido por cuatro años. Posee 55 distritos escolares, cada una operando en un condado. Cada distrito escolar posee sus propios superintendentes. No se permite la operación de escuelas chárter - escuelas públicas independientes, que no son administradas por distritos escolares, pero que dependen de presupuestos públicos para operar. La escolarización es obligatoria para todas los niños y adolescentes con más de seis años de edad, hasta la conclusión de la enseñanza secundaria o hasta los quince años de edad.

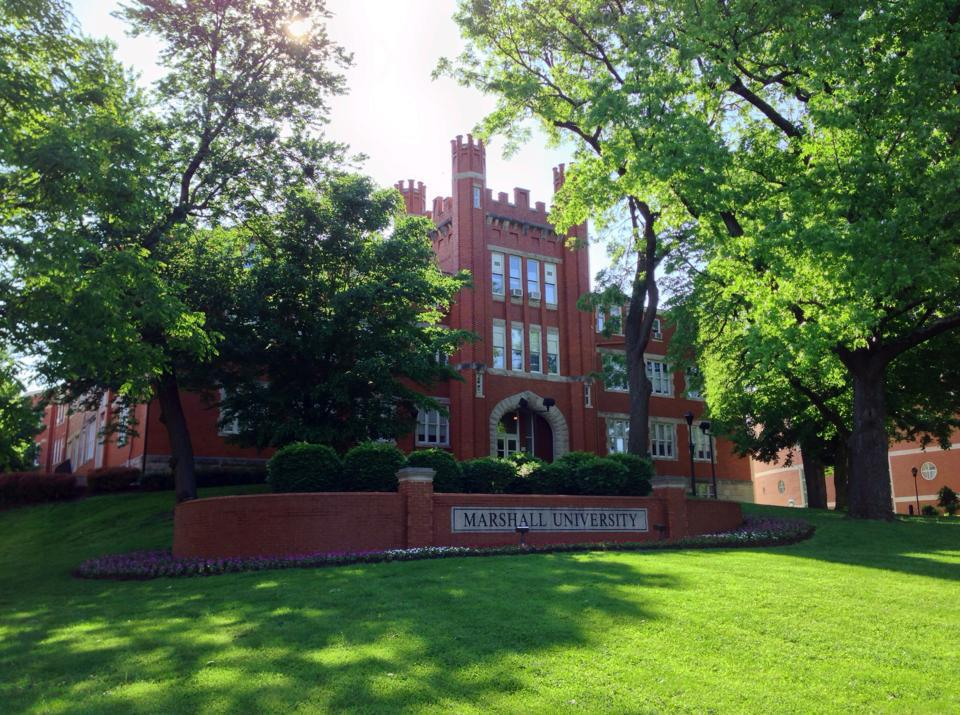
Universidad Marshall, ubicada en Huntington (Virginia Occidental).

En 1999, las escuelas públicas atendieron cerca de 291.800 estudiantes, empleando aproximadamente a 21.100 profesores. Escuelas privadas atendieron cerca de 15.900 estudiantes, empleando aproximadamente a 1.500 profesores. El sistema de escuelas públicas supuso cerca de 1.987 millones de dólares, y el gasto de las escuelas públicas es de aproximadamente 7.200 dólares por estudiante. Cerca del 78,7% de los habitantes con más de 25 años de edad poseen un diploma de enseñanza secundaria.
La primera biblioteca fue fundada en 1808, en Wheeling. La primera biblioteca pública, por su parte, fue fundada el 18 de mayo de 1859, en el condado de Ohio. Actualmente, tiene cerca de 97 sistemas de bibliotecas públicas, que mueven una media de 4,4 libros por habitante.
La Universidad de Virginia Occidental posee 37 instituciones de educación superior, de las cuales 15 son públicas y 22 son privadas. La primera institución estatal de enseñanza superior, la Universidad de Virginia Occidental, fue fundada en 1867, en Morgantown. Esta es la mayor institución de enseñanza superior.

## Economía

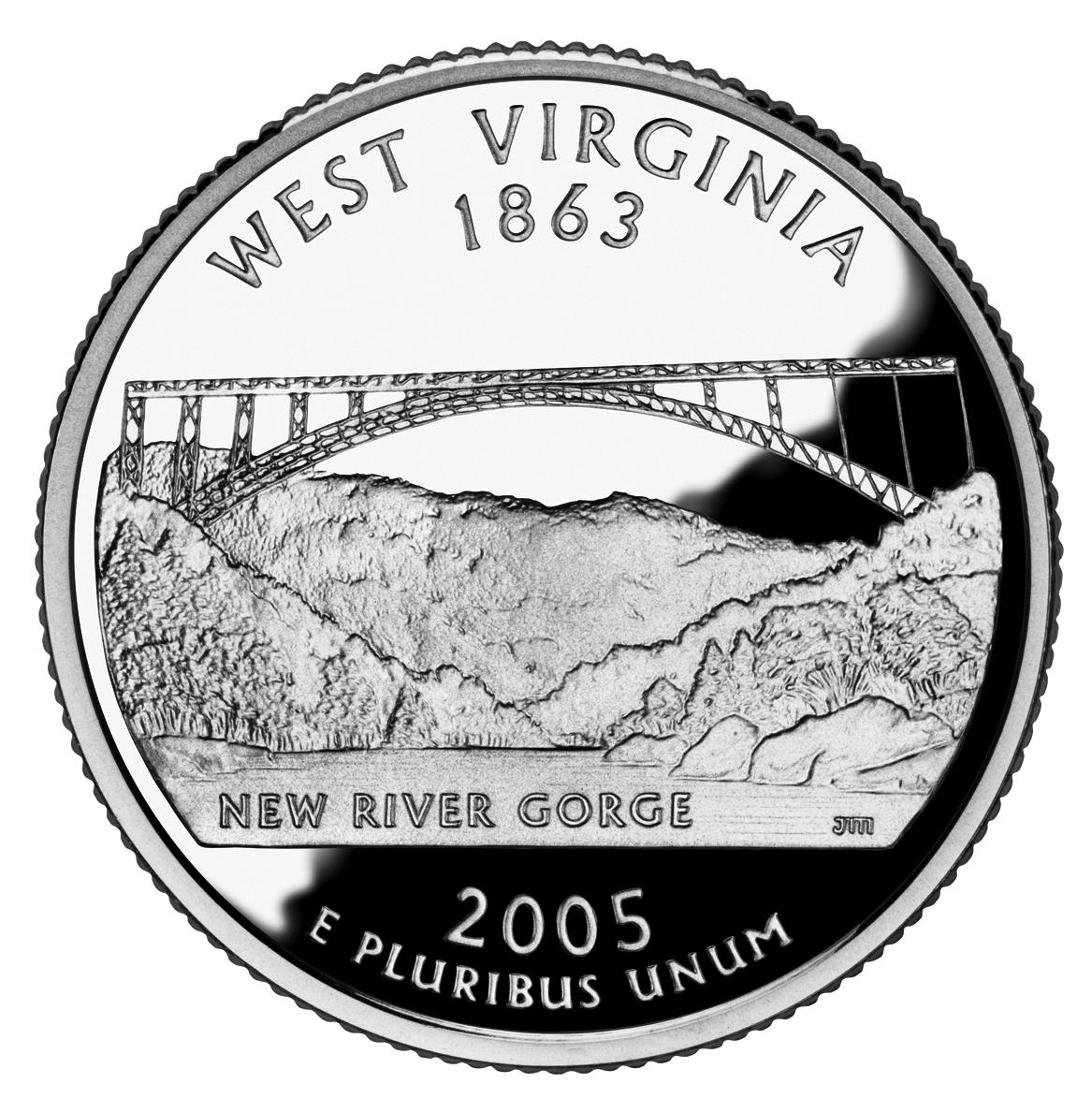
Moneda de 25 centavos de dólar estadounidense de Virginia Occidental.

El producto interior bruto fue de 53.782 millones de dólares en 2005. La renta per cápita, por su parte, fue de 29.602 dólares, la segunda más pequeña del país, solo detrás de Misisipi. La tasa de desempleo es del 5,3%.
El sector primario supone el por 5% del PIB. Juntas, la agricultura y la ganadería el 1% del PIB, y emplean aproximadamente 29.900 personas. Los efectos de la industria maderera y de la pesca no son de gran magnitud en la economía. Tiene unas 21.000 granjas, que cubren aproximadamente el 85%. Los principales productos de la industria agropecuaria son las aves, carne y leche ganado bovino, paja, maíz, tabaco, manzana y melocotón.
El sector secundario aporta el 18% del PIB. La industria de manufactura con el 16% del PIB, emplea aproximadamente a 84.600 personas. El valor total de los productos fabricados en el estado es de 9000 millones de dólares. Los principales productos industrializados fabricados en el estado son productos químicos, muebles de madera y equipamientos de transportes. La minería aporta el 7% del PIB, empleando a cerca de 26.300 personas. El principal recurso natural extraído en el estado es el carbón.  El estado de Virginia Occidental es el segundo mayor productor de carbón de Estados Unidos. La extracción de carbón de las cimas de las montañas es una práctica común en distintas regiones, lo que ha producido varias consecuencias ecológicas como la erosión del suelo, la degradación de los ecosistemas y deforestación. A pesar de dichos impactos, son pocos los estudios que demuestran evidencia de que estas prácticas extractivas proveen beneficios a las comunidades locales. Otros recursos naturales importantes son petróleo y granito. La industria de construcción supone el 5% del PIB, empleando aproximadamente a 48.900 personas.
El sector servicios supone la mayoría del PIB, con el 77%. Cerca del 18% del PIB es generado a través de servicios comunitarios y personales. Este sector emplea cerca de 263.600 personas. Los servicios gubernamentales responden por el 16% del PIB, empleando aproximadamente 84.600 personas. El comercio al por mayor y al por menor son el 15% del PIB, y emplea aproximadamente a 192.800 personas. Los servicios financieros e inmobiliarios cerca de 15% del PIB, empleando aproximadamente 46.900 personas. Transportes, telecomunicaciones y servicios públicos emplean unas 44.900 personas, y responden por el 11% del PIB. El 99,5% de la electricidad generada en el estado es producida en centrales termoeléctricas a carbón. El resto es producido en pequeñas centrales hidroeléctricas y en centrales termoeléctricas a petróleo o gas natural.
La administración Bush ha promovido los intereses de la industria minera, facilitando la extracción de carbón en las cimas de las montañas y, en términos más generales, ha respondido a las demandas de las empresas, incluida la relajación de las normas sanitarias.

## Infraestructuras

### Transporte

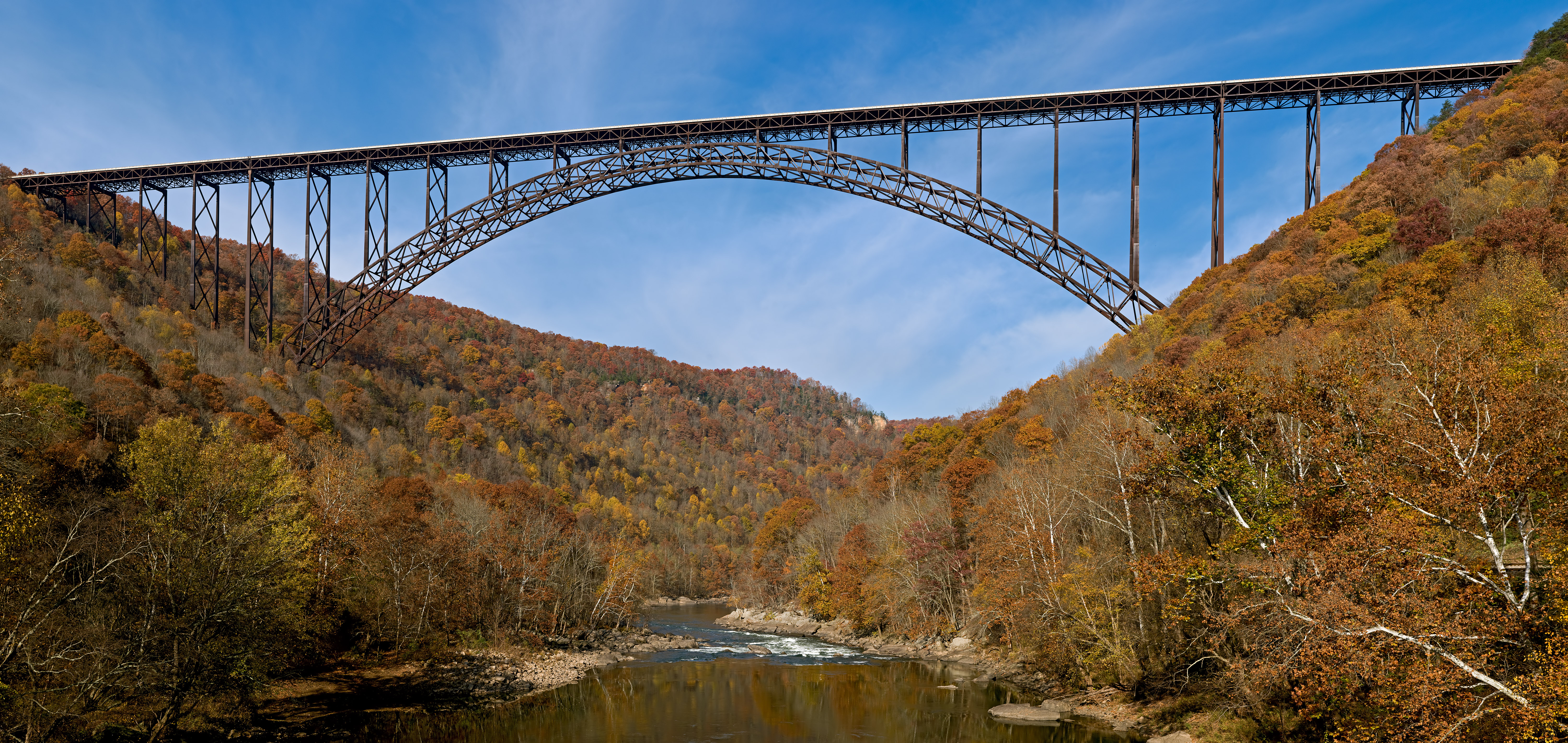
Puente del Barranco del Río Nuevo, situado en los Apalaches e inaugurado en 1977.

Su principal centro de transportes es Charleston. En 2002 tenía 3.595 kilómetros de vías ferroviarias. El carbón supone el 95% de la carga ferroviaria transportada. En 2003, poseía 59.534 kilómetros de vías públicas, de los cuales 884 kilómetros eran carreteras interestatales, considerados parte del sistema federal viario de Estados Unidos.

### Medios de comunicación
El primer periódico, el Potomak Guardian and Berkeley Advertiser, fue publicado por primera vez en 1790, en Shepherdstown. El periódico más antiguo aún en circulación, por su parte, es The Intelligencer, impreso en Wheeling por primera vez en 1852. Actualmente se publican 97 periódicos, de los que 21 son diarios.
La primera estación de radio fue fundada en 1923, en Huntington. La primera estación de televisión fue fundada en 1949, también en Huntington. Actualmente, posee 123 estaciones de radio -de las que 51 son AM y 72 FM- y 11 estaciones de televisión.

## Ciudades y otros centros urbanos

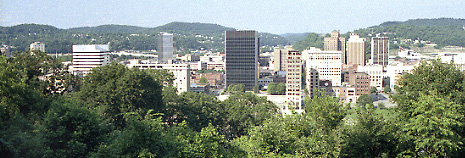
Charleston, la ciudad más poblada del estado

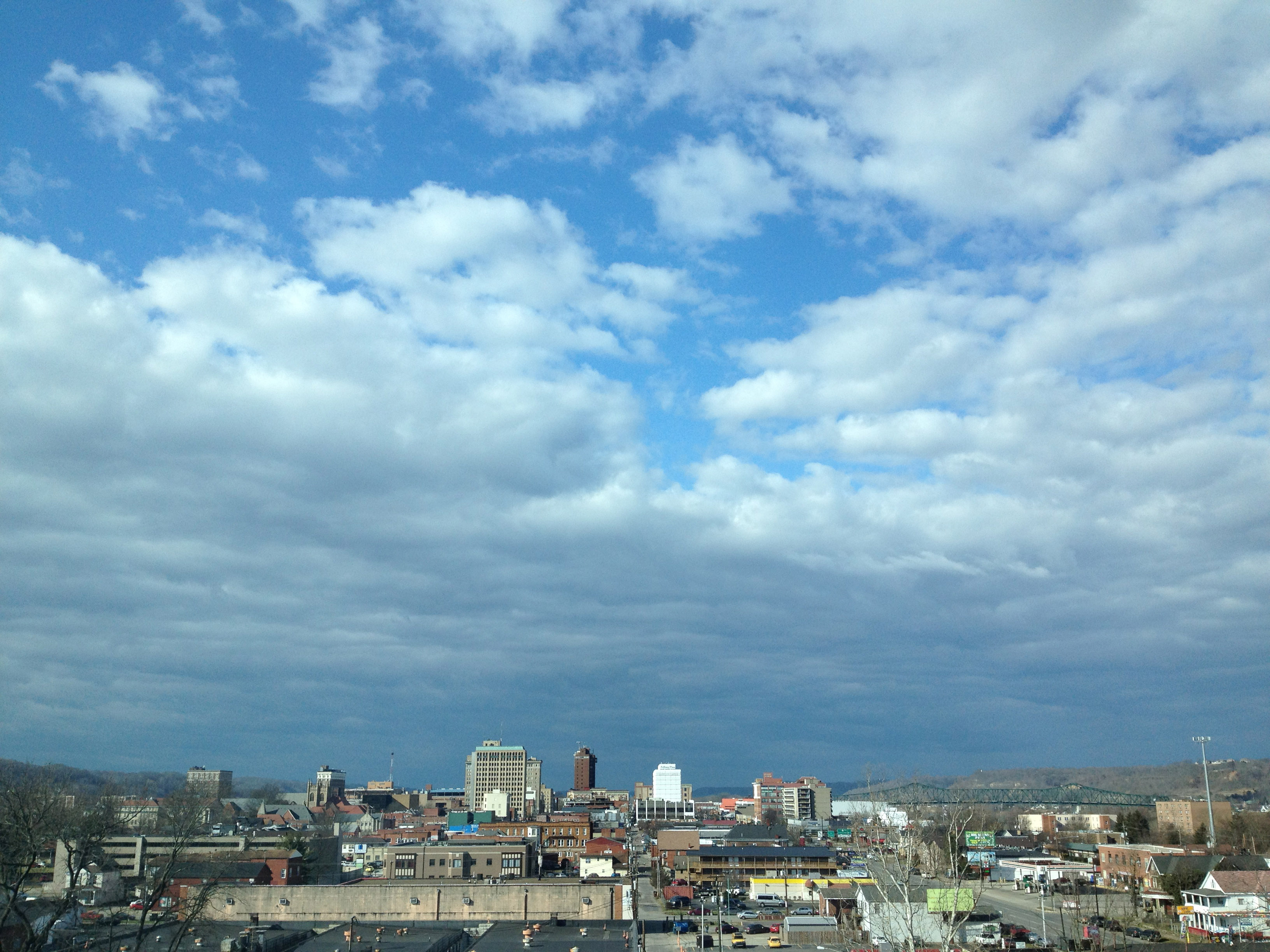
Huntington

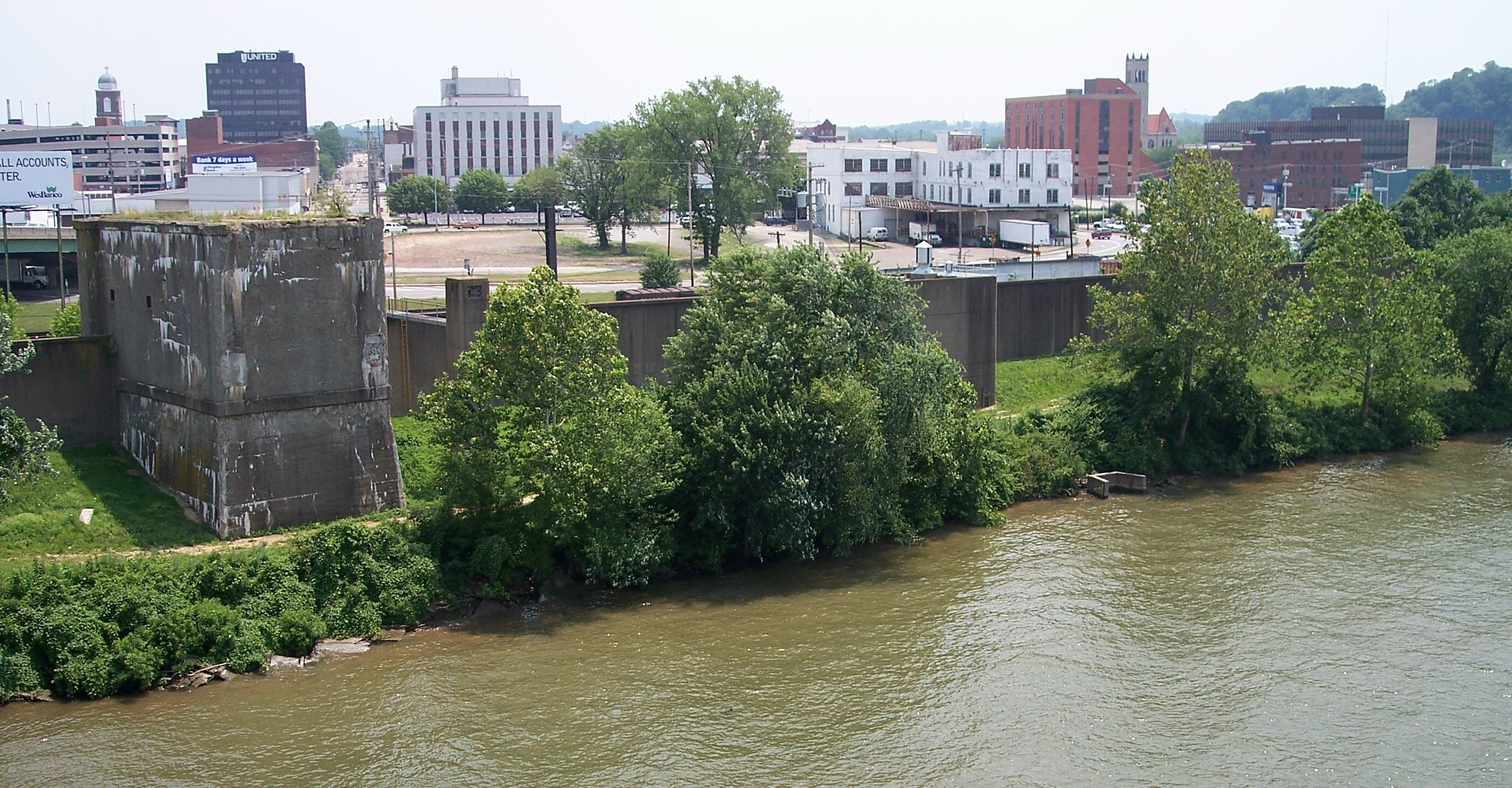
Parkersburg

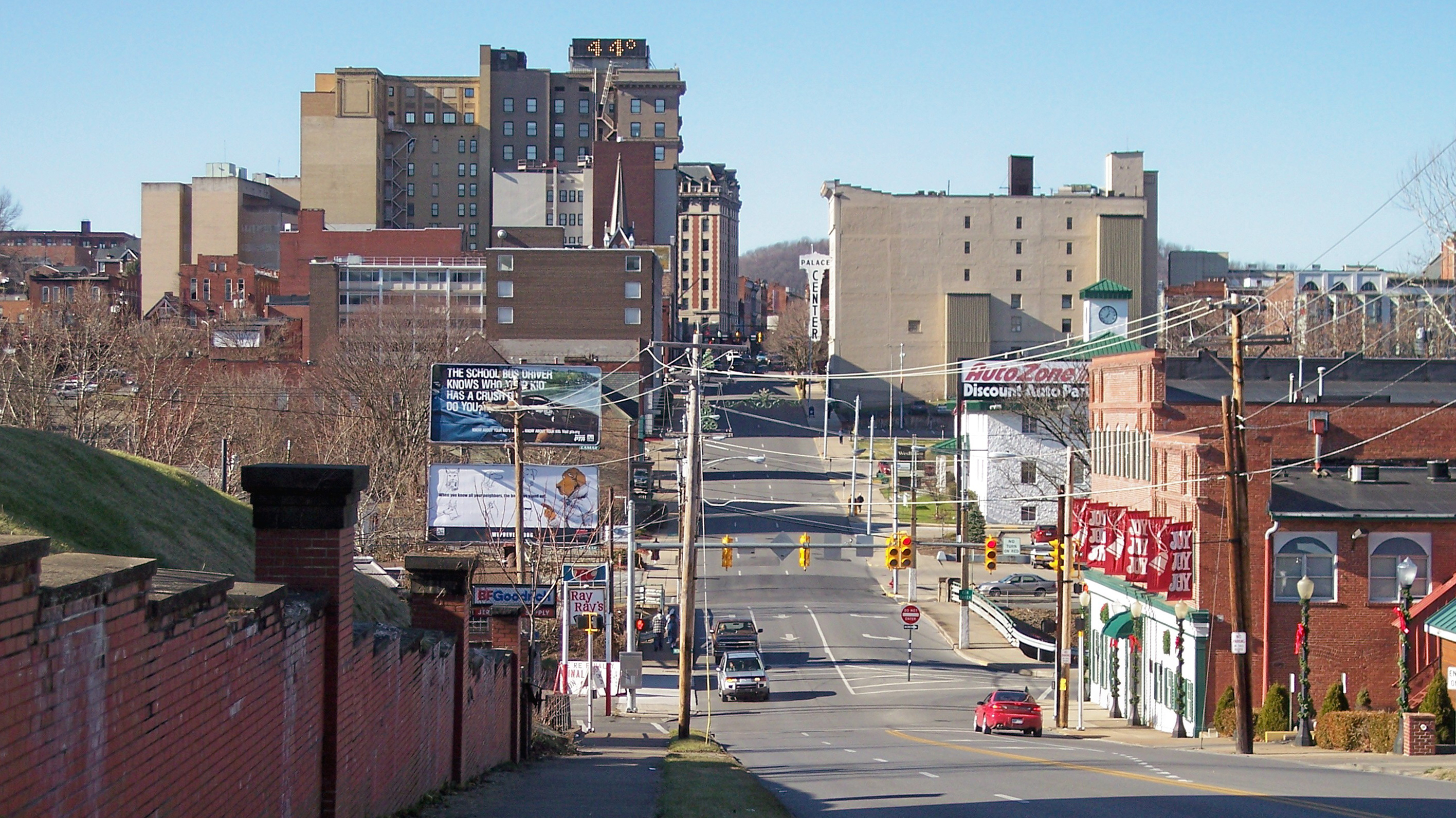
Clarksburg

### Capitales históricas
De 1863 a 1870, la capital fue Wheeling y de 1870 a 1875, fue Charleston. Ese año regresó a Wheeling, pero en 1885 el Capitolio se incendió, por lo que de nuevo fue desplazada a Charleston, donde se mantuvo.

### Principales ciudades
| - Charleston, 51.371 - Huntington, 49.138 - Parkersburg, 31.492 - Morgantown, 29.660 - Wheeling, 28.486 - Weirton, 19.746 - Fairmont, 18.704 - Beckley, 17.614 | - Martinsburg, 17.227 - Clarksburg, 16.578 - South Charleston, 13.450 - Teays Valley, 13.175 - St. Albans, 11.044 - Vienna, 10.749 - Bluefield, 10.447 |

### Otros centros urbanos
| - Barboursville - Berkeley Springs - Bridgeport - Buckhannon - Charles Town - Elkins - Fayetteville - Grafton - Hamlin | - Harper's Ferry - Hinton - Keyser - Kingwood - Lewisburg - Logan - Madison - Marlinton - Moorefield | - Moundsville - Mullens - New Martinsville - Oak Hill - Petersburg - Philippi - Point Pleasant - Princeton - Ravenswood | - Richwood - Ripley - Romney - Shepherdstown - Shinnston - Sistersville - Summersville - Sutton - Wayne | - Webster Springs - Welch - Weston - Williamson |

### Áreas metropolitanas estadísticas
| - Charleston, WV MSA - Huntington-Ashland, WV-KY-OH MSA - Morgantown, WV MSA - Parkersburg-Marietta-Vienna, WV-OH MSA - Weirton-Steubenville, WV-OH MSA | - Wheeling, WV-OH MSA - Cumberland, MD-WV MSA - Hagerstown-Martinsburg, MD-WV MSA - Washington-Arlington-Alexandria, DC-VA-MD-WV MSA - Winchester, VA-WV MSA |

### Áreas micrometropolitanas estadísticas
| - Beckley, WV MSA - Bluefield, WV-VA MSA - Clarksburg, WV MSA | - Fairmont, WV MSA - Oak Hill, WV MSA - Point Pleasant, WV-OH MSA |

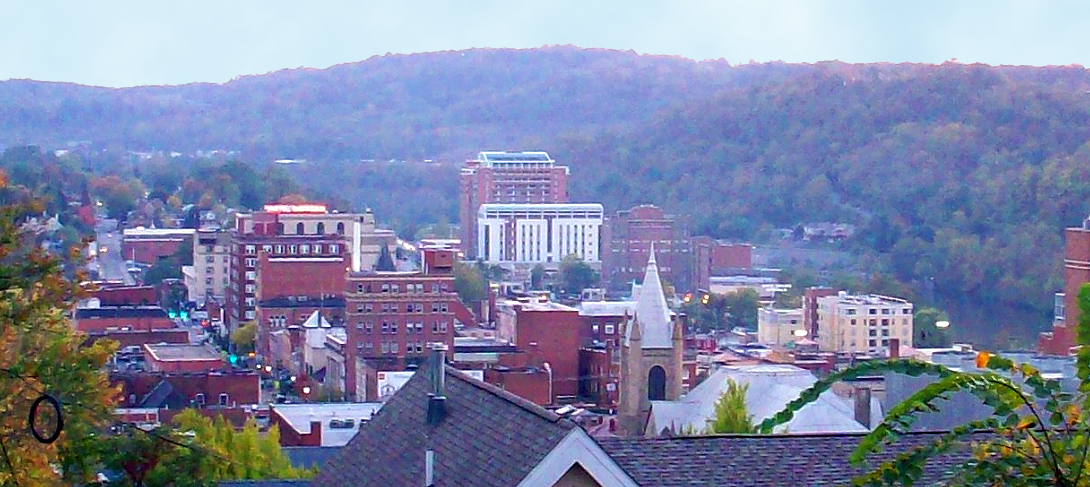
Morgantown
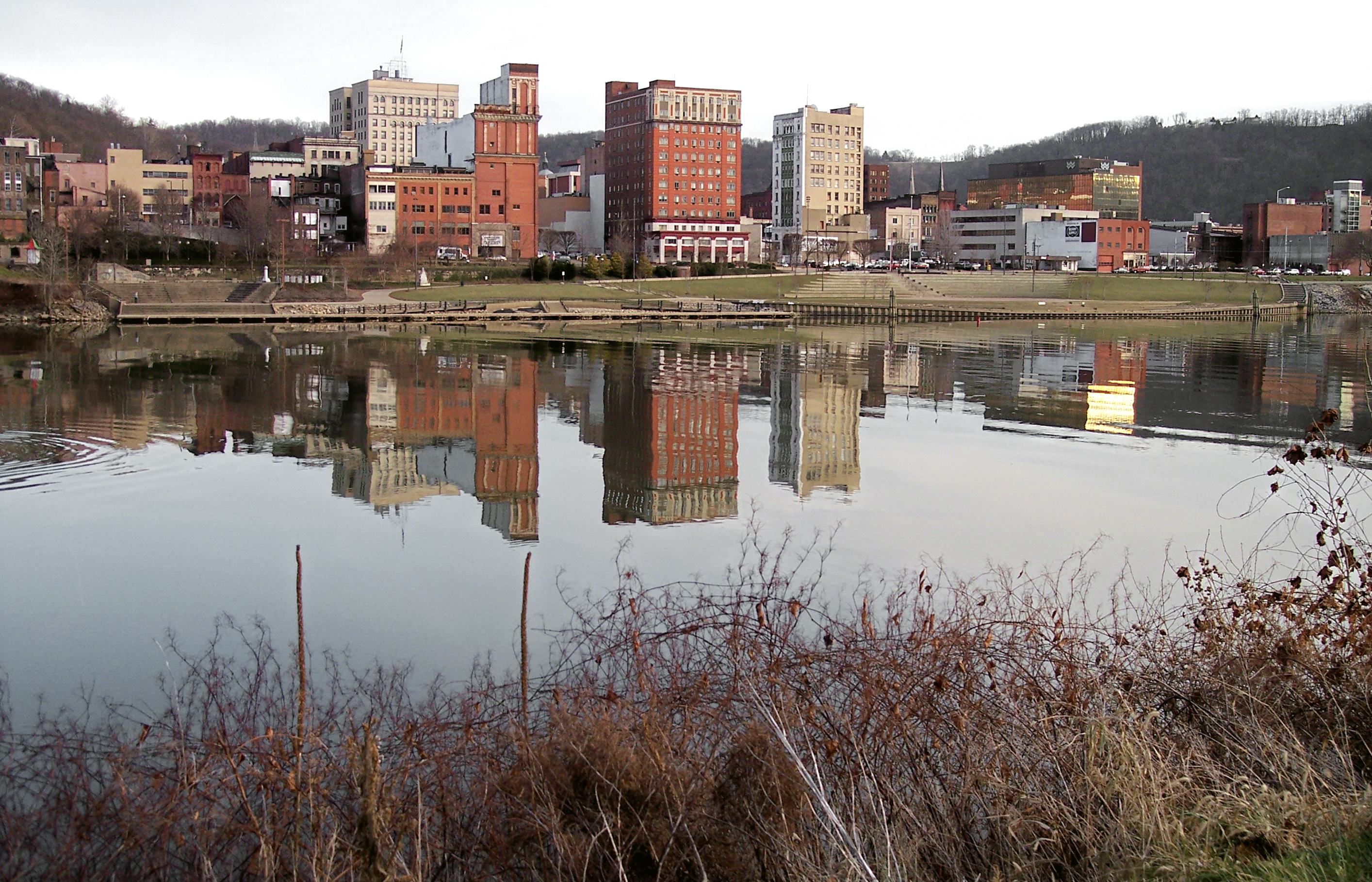
Wheeling
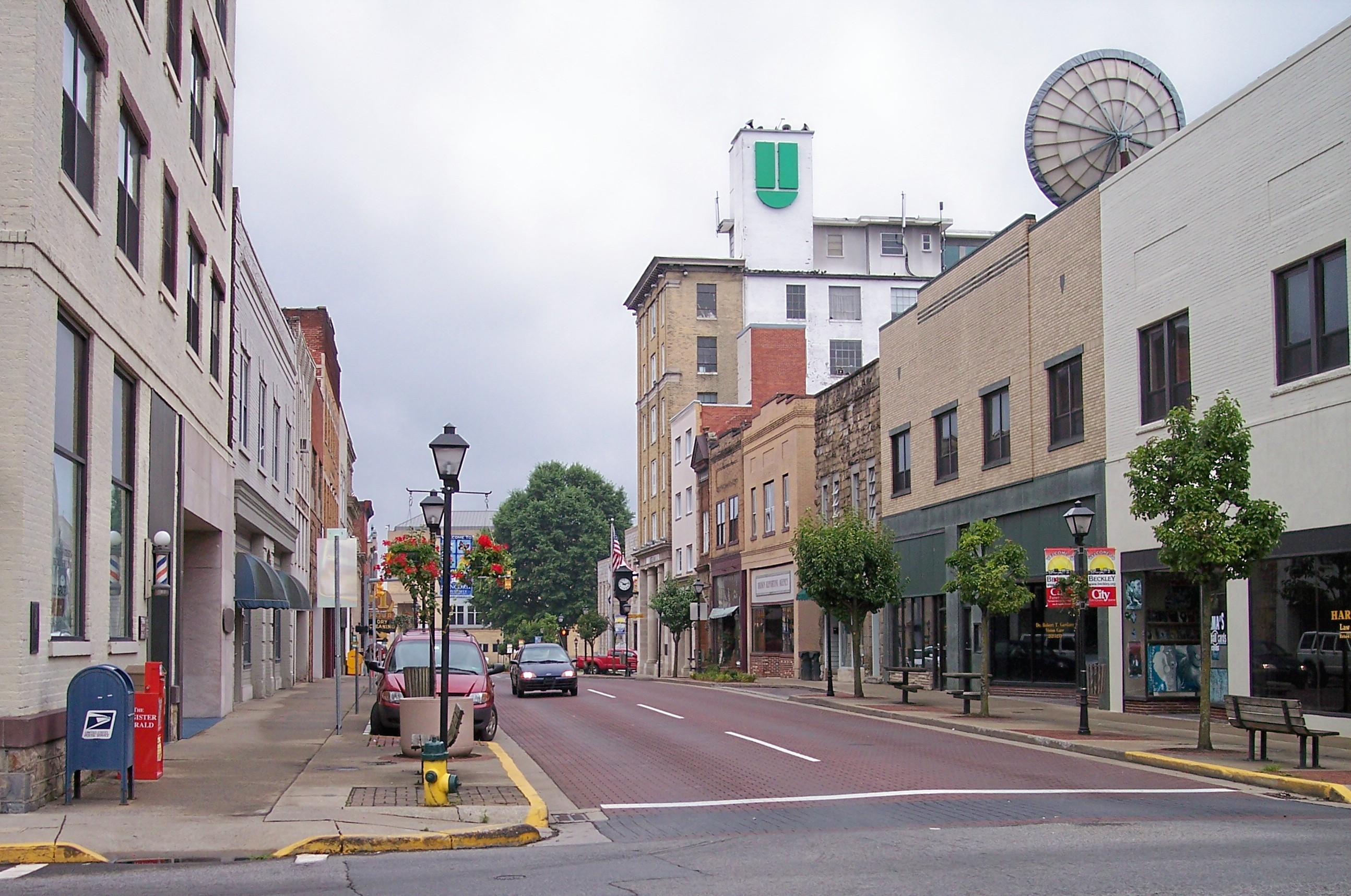
Beckley
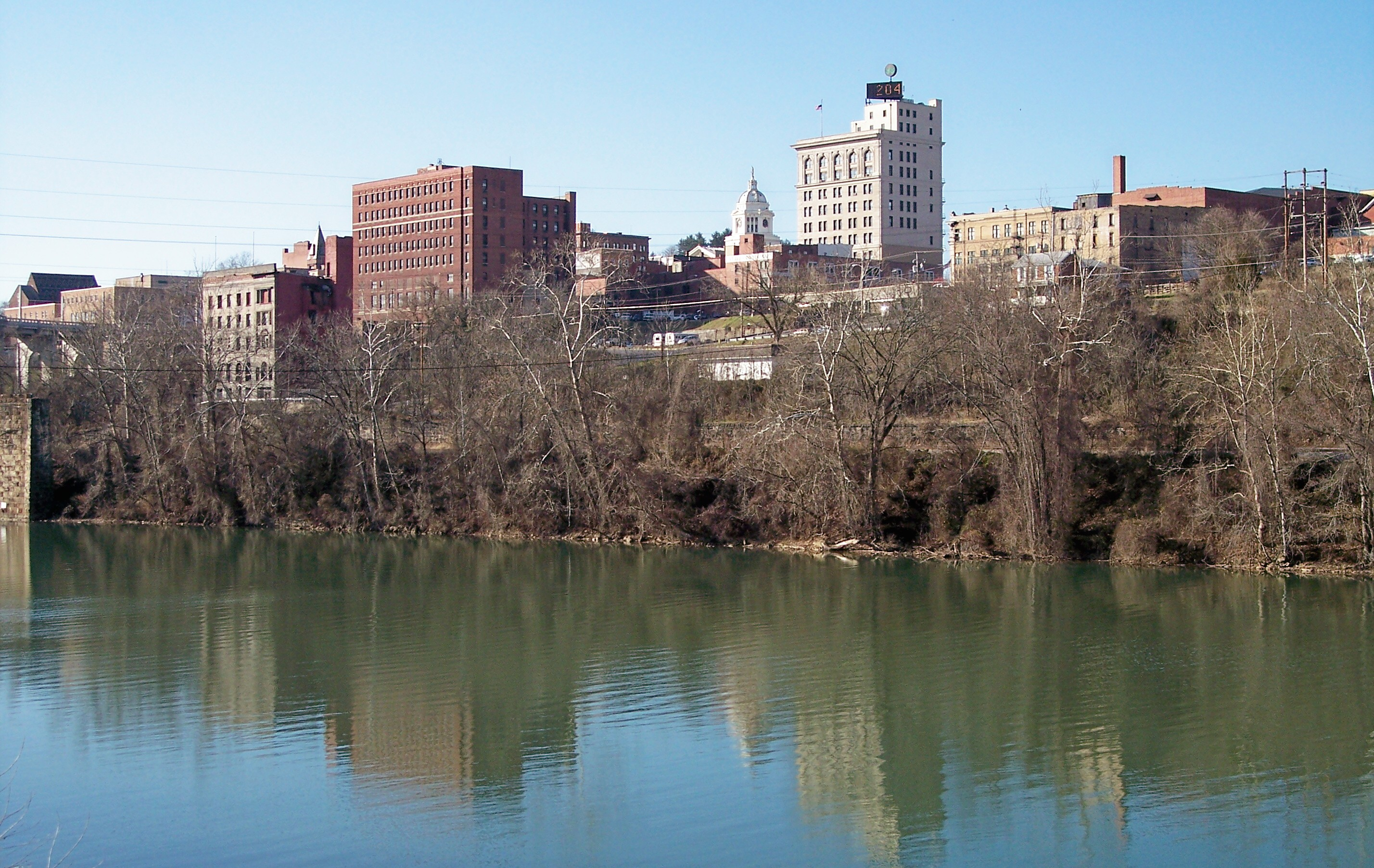
Fairmont
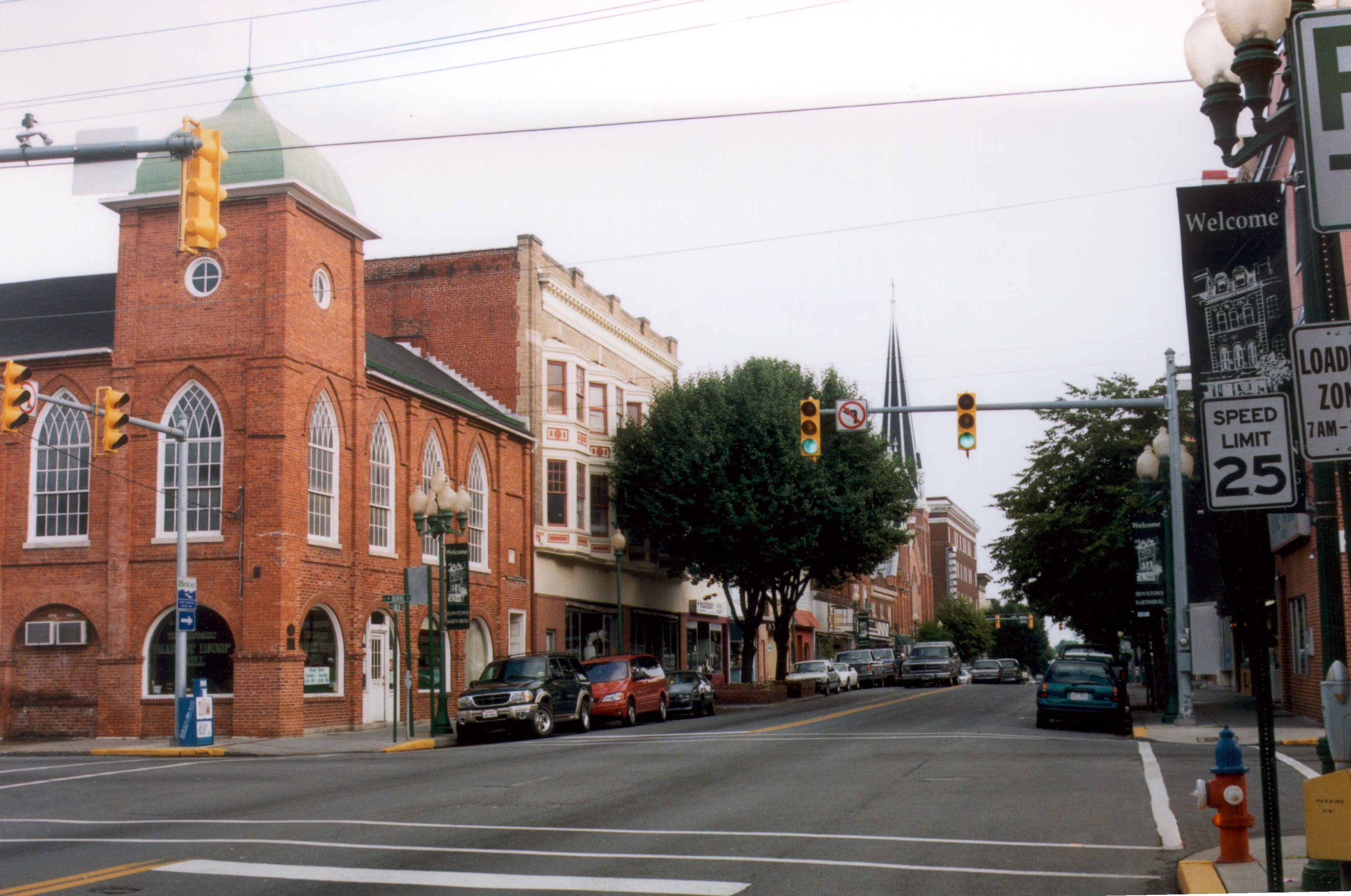
Martinsburg

### Condados

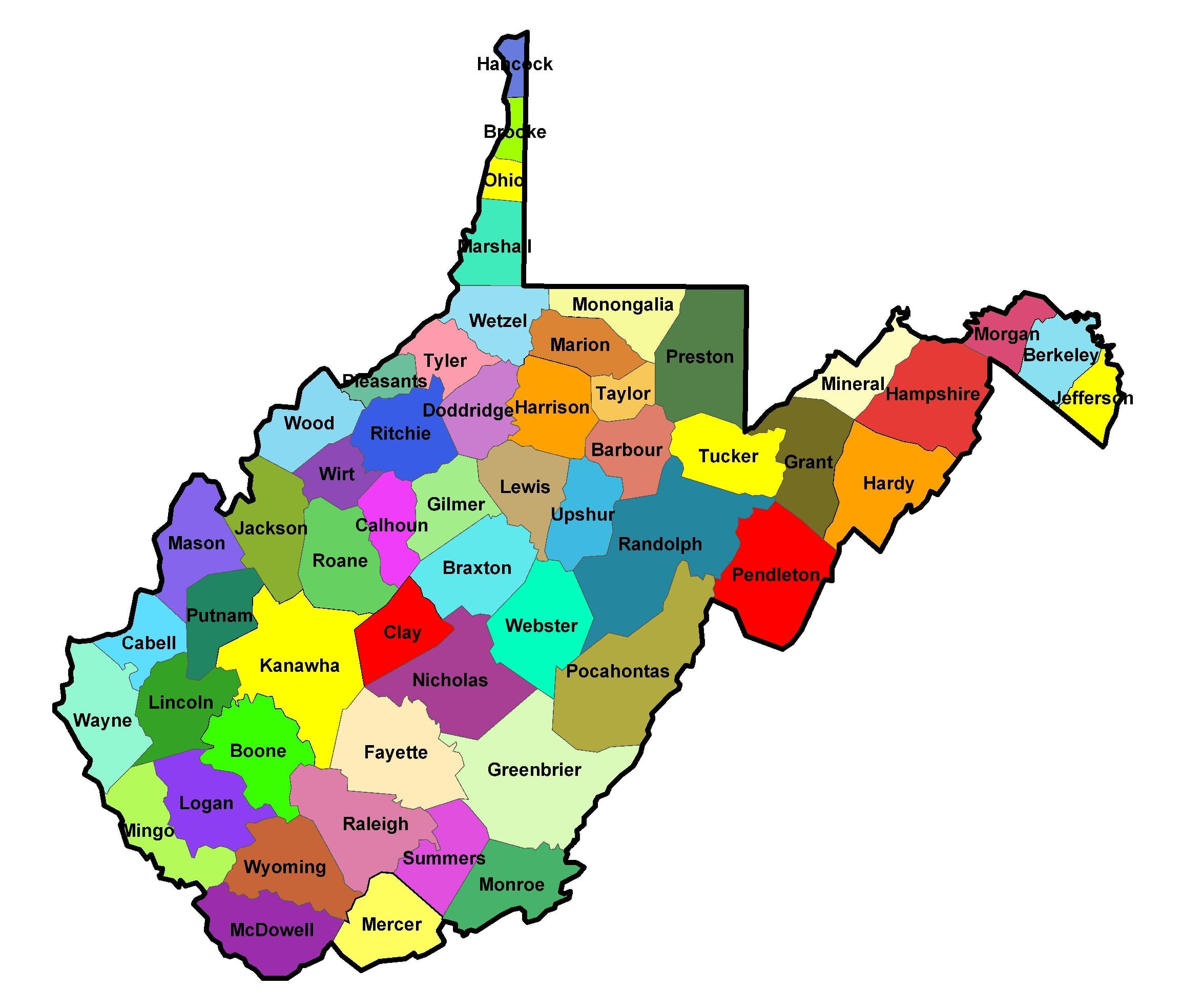
Mapa de los condados de Virginia Occidental.

- Se dividen el 55 condados:

| - Barbour (Philippi) - Berkeley (Martinsburg) - Boone (Madison) - Braxton (Sutton) - Brooke (Wellsburg) - Cabell (Huntington) - Calhoun (Grantsville) - Clay (Clay) - Doddridge (West Union) - Fayette (Fayetteville) - Gilmer (Glenville) - Grant (Petersburg) - Greenbrier (Lewisburg) - Hampshire (Romney) - Hancock (New Cumberland) - Hardy (Moorefield) - Harrison (Clarksburg) - Jackson (Ripley) - Jefferson (Charles Town) - Kanawha (Charleston) - Lewis (Weston) - Lincoln (Hamlin) - Logan (Logan) - Marion (Fairmont) - Marshall (Moundsville) - Mason (Point Pleasant) - McDowell (Welch) - Mercer (Princeton) - Mineral (Keyser) | - Mingo (Williamson) - Monongalia (Morgantown) - Monroe (Union) - Morgan (Berkeley Springs) - Nicholas (Summersville) - Ohio (Wheeling) - Pendleton (Franklin) - Pleasants (St. Marys) - Pocahontas (Marlinton) - Preston (Kingwood) - Putnam (Winfield) - Raleigh (Beckley) - Randolph (Elkins) - Ritchie (Harrisville) - Roane (Spencer) - Summers (Hinton) - Taylor (Grafton) - Tucker (Parsons) - Tyler (Middlebourne) - Upshur (Buckhannon) - Wayne (Wayne) - Webster (Webster Springs) - Wetzel (New Martinsville) - Wirt (Elizabeth) - Wood (Parkersburg) - Wyoming (Pineville) |

## Cultura

### Símbolos

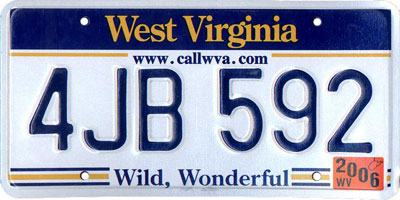
Matrícula de automóvil de Virginia Occidental con el eslogan Wild, Wonderful.

Los símbolos y emblemas de Virginia Occidental son:
- Flor: Rhododendron maximum (desde 1903)
- Árbol: Arce sacarino (Acer saccharum) (desde 1949)
- Ave: Cardenal (Cardinalidae) (desde 1949)
- Animal: Oso negro americano (Ursus americanus) (desde 1973)

- Mariposa: Mariposa monarca (Danaus plexippus)
- Apodos:
  - The Mountain State
  - The Panhandle State (no oficial)
- Colores: Azul y dorado
- Fruta: Manzana
- Gema: Lithostrotionella fosilizada
- Insecto: Abeja
- Lema: Montani semper liberi (del latín: Los montañeses son siempre libres)
- Música:
  - The West Virginia Hills (Las colinas de Virginia Occidental)
  - This Is My West Virginia (Esta es mi Virginia Occidental)
  - West Virginia, My Home Sweet Home (Virginia Occidental, mi hogar dulce hogar)
  - Take Me Home, Country Roads (no-oficial, música de John Denver)
- Pez: Trucha (Salvelinus fontinalis)
- Eslogan: Wild and Wonderful (Salvaje y maravillosa), también presente en las placas de matrícula de los vehículos comercializados en el estado como Wild, Wonderful.

### Deporte
No tiene equipos en las grandes ligas profesionales estadounidenses, pero si una gran representación a nivel universitario con los Mountaineers de la Universidad de Virginia Occidental, y también los Thundering Herd de la Universidad Marshall, ambos compitiendo en la División I de la NCAA.

## Personas famosas
Son de Virginia Occidental:
- Cyrus Vance, político y secretario de Estado durante la Presidencia de Jimmy Carter.
- John Forbes Nash, matemático, premio Nobel en Economía.
- Mary Lou Retton, gimnasta, primera mujer estadounidense en ganar la medalla de oro en los Juegos Olímpicos.

## Nota
1. ↑  Las personas de origen hispano o latino no se distinguen entre ascendencia total y parcial.